# Glenn L. Martin Company
Die Glenn L. Martin Company ist ein ehemaliger US-amerikanischer Flugzeughersteller, der bis 1960 über 80 verschiedene Typen in 11.000 Exemplaren produzierte, hauptsächlich Bomber und Flugboote.

## Geschichte

### Anfänge
Der Firmengründer Glenn Luther Martin (1886–1955) konstruierte sein erstes Flugzeug 1908 als Autohändler mit seinen Mechanikern in Santa Ana, Kalifornien. 1909 flog er selbst zum ersten Mal und am 16. August 1912 gründete Martin die Glenn L. Martin Aircraft Company in Santa Ana mit 14 Beschäftigten.
Die erste eigene Serienmaschine war die Martin T, ein viersitziger Doppeldecker, der 1913 sechsmal gebaut wurde. Von dieser Zeit an gingen die meisten Flugzeuge an die Streitkräfte der Vereinigten Staaten, deren noch junge Luftwaffeneinheit verschiedene Martin-Typen im Ersten Weltkrieg einsetzte, darunter Trainingsflugzeuge (TA, TT) und Aufklärungsflugzeuge (S, R).
Im September 1916 nahm Martin ein Fusionsangebot der Wright Company an, wodurch die Wright-Martin Aircraft Company entstand. Die Verbindung hielt aber nur ein Jahr, schon am 10. September 1917 machte sich Martin wieder als Glenn L. Martin Company selbständig, dieses Mal in Cleveland, Ohio.

### Erste Erfolge
Der erste große Erfolg kam für Martin 1918 mit dem Entwurf der MB-1, einem Doppeldecker-Bomber für die US-Armee, der aber für einen Einsatz im Ersten Weltkrieg zu spät kam und daher nur zwanzigmal statt wie geplant hundertfach gebaut wurde. Die verbesserte Nachfolgeversion MB-2 war ab 1920 so überzeugend, dass die Armee nach den ersten 20 Maschinen weitere 110 bestellte – allerdings erhielten drei konkurrierende Firmen schließlich den Produktionsauftrag, weil sie günstigere Angebote vorgelegt hatten.
Im April 1922 orderte die US-Marine Ganzmetall-Eindecker als Beobachtungsflugzeuge (MO-1), die Martin mit Hilfe des deutschen Ingenieurs Georg Madelung entwickelte. Madelung hatte zuvor für Junkers gearbeitet und so erhielten die 36 gebauten MO-1 etliche konstruktive Elemente der Junkers J4 bis J10.
Den von Curtiss entwickelten Marine-Aufklärer und -Bomber CS-1 produzierte Martin ab 1924 als SC-1 und ihren Nachfolgern SC-2, T3M und T4M in über 300 Exemplaren, was als gelungene Wiedergutmachung für die vier Jahre zuvor entgangene MB-2-Produktion empfunden wurde.

### Martin-Bomber und Flugboote
Im Jahr 1928 verkaufte Martin das Werk in Cleveland an Detroit Aircraft und errichtete ein neues in Middle River nördlich von Baltimore, Maryland, das am 7. Oktober 1929 eröffnet wurde. Während der 1930er Jahre stellte das Unternehmen Flugboote für die US Navy her (PM), den fortschrittlichen B-10-Bomber für die US Army Air Forces und das China Clipper-Flugboot, mit dem Pan American World Airways die Route San Francisco – Manila – Hongkong flog.
Zur Zeit des Zweiten Weltkrieges waren besonders der Bomber B-26 Marauder und das zur Seenotrettung und U-Bootbekämpfung eingesetzte Flugboot PBM Mariner erfolgreiche Typen. Die riesige JRM Mars kam zur Versorgung der Truppen im Pazifik zum Einsatz. Wegen des hohen Bedarfs an Boeing B-29-Bombern wurde auch Martin zur Produktion herangezogen. Das neue Werk auf Offutt Field bei Bellevue (Nebraska) stellte neben 1585 Marauder insgesamt 531 von den über 3900 gebauten B-29 her, darunter auch die beiden Maschinen Enola Gay und Bockscar, die im August 1945 Atombomben auf Japan abwarfen.
Nach dem Krieg kamen die Bomber XB-48 und XB-51 nicht über das Versuchsstadium hinaus, es folgte ab 1951 die Lizenzfertigung des von der britischen English Electric entwickelten Bombers und Aufklärers B-57 Canberra für die US-Luftwaffe. Die Serienproduktion des vierstrahligen Flugbootes Martin P6M wurde von der US Navy kurz nach dem Anlauf aus Kostengründen gestoppt.

### Verkehrsflugzeuge
Im zivilen Bereich wurden von 1946 bis 1953 die zweimotorigen Passagierflugzeugtypen Martin 2-0-2 und Martin 4-0-4 hergestellt, die jeweils 40 Passagiere befördern konnten und für Kurz- bis Mittelstrecken ausgelegt waren.
Die Martin 2-0-2 flog zum ersten Mal am 22. November 1946 und wurde im Oktober 1947 erstmals in Dienst gestellt. Da sie nicht mit einer Druckkabine ausgestattet war, konnte sie sich im Verkauf nicht gegen die konkurrierende Convair CV-240 behaupten. Lediglich 47 Exemplare wurden gebaut, wovon nur 6 Stück an ausländische Fluggesellschaften verkauft werden konnten.
Der nachfolgende Typ Martin 4-0-4 wurde nach einem Unfall mit 37 Todesopfern einer Maschine der Northwest Airlines am 29. August 1948 mit einer verstärkten Flügelstruktur versehen. Vor allem aber war die 4-0-4 mit einer Druckkabine versehen; der Rumpf wurde um 0,99  Meter verlängert und die Reichweite vergrößert. Der Erstflug fand am 21. Oktober 1950 statt. Auch von diesem verbesserten Typ wurden in Konkurrenz zur Convair CV-340 lediglich 103 Stück hergestellt.
Außer der US-amerikanischen Küstenwache, die zwei Exemplare abnahm, konnten nur die ebenfalls US-amerikanischen Gesellschaften Eastern Air Lines (60 Stück) und Trans World Airlines (40) als Kunden gewonnen werden.
Als einzige halbwegs erfolgreiche amerikanische Passagierflugzeuge wurden die Martin 2-0-2 und 4-0-4 nicht von europäischen Fluggesellschaften bestellt.

### Fusion
Im Jahr 1961 schloss sich die Glenn L. Martin Company mit der American-Marietta Corporation zur Martin Marietta Corporation zusammen, die wiederum 1995 mit der Lockheed Corporation fusionierte und so Lockheed Martin bildete.
Martin beschäftigte einige Ingenieure, die später ihre eigene Flugzeugfirma gründeten, darunter William E. Boeing, Donald Wills Douglas, Lawrence Bell und James Smith McDonnell. Andere prominente Mitarbeiter waren James Howard Kindelberger (später North American Aviation) und Charles A. Van Dusen (Brewster Aeronautical Corporation).

## Galerie

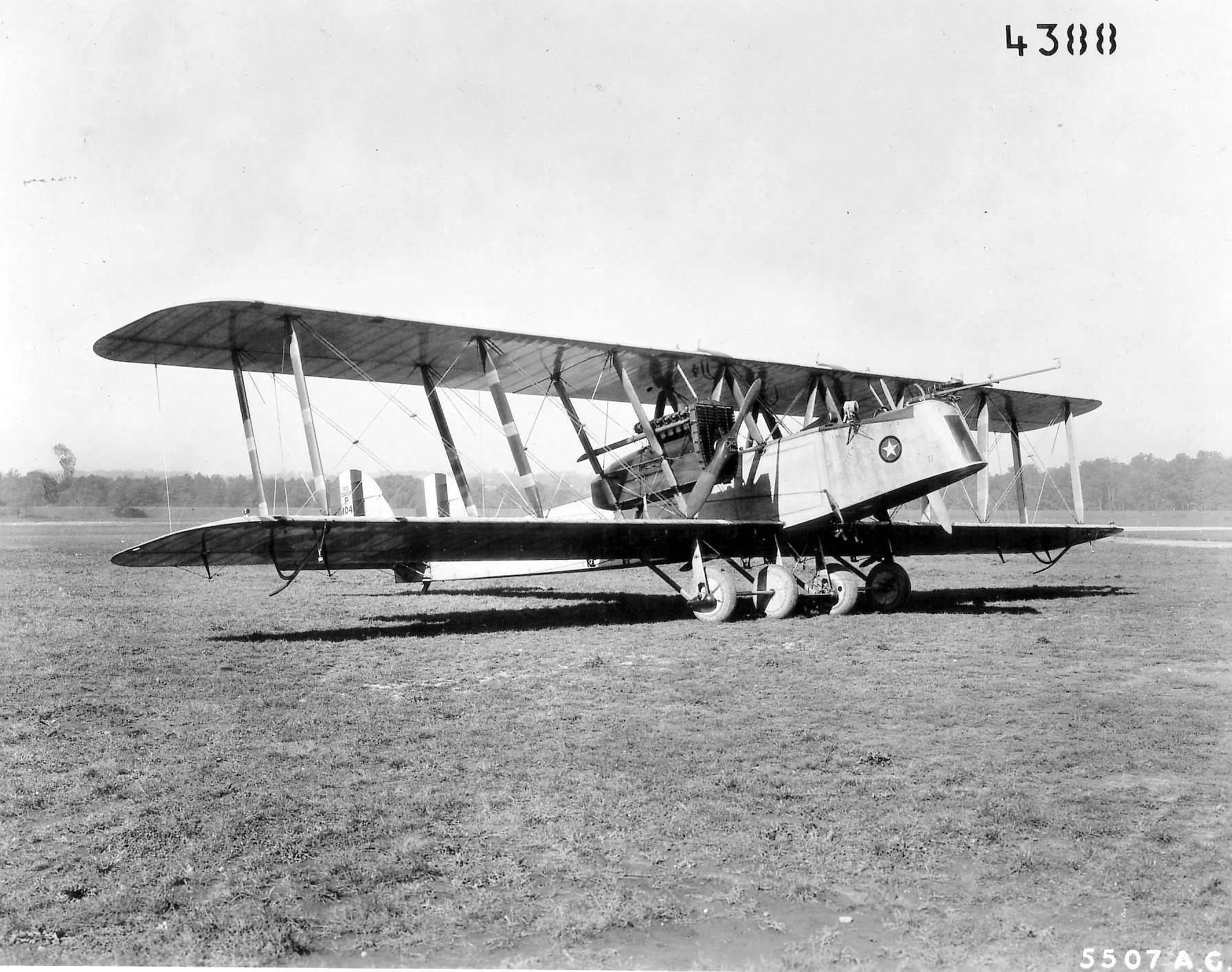
MB-1 Glenn Martin Bomber
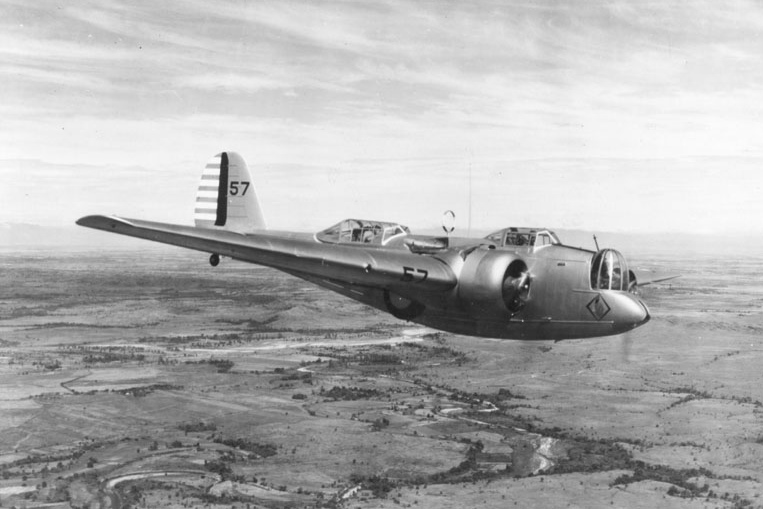
Martin B-10
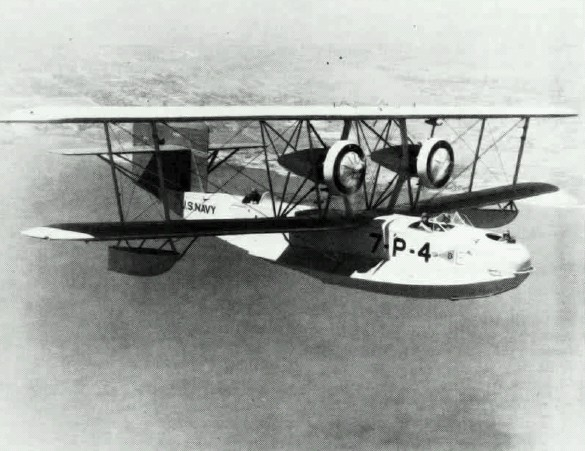
Martin PM-1
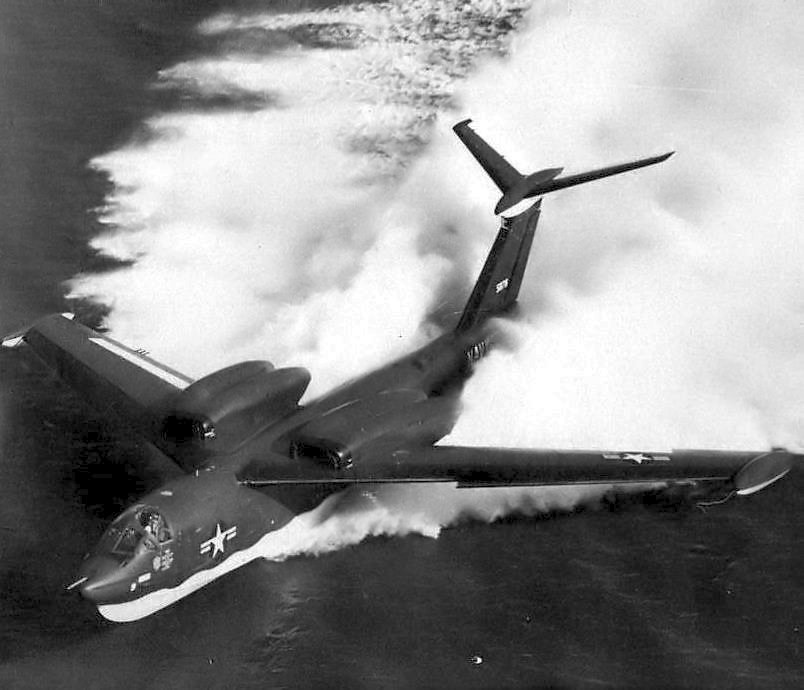
Martin P6M Seamaster
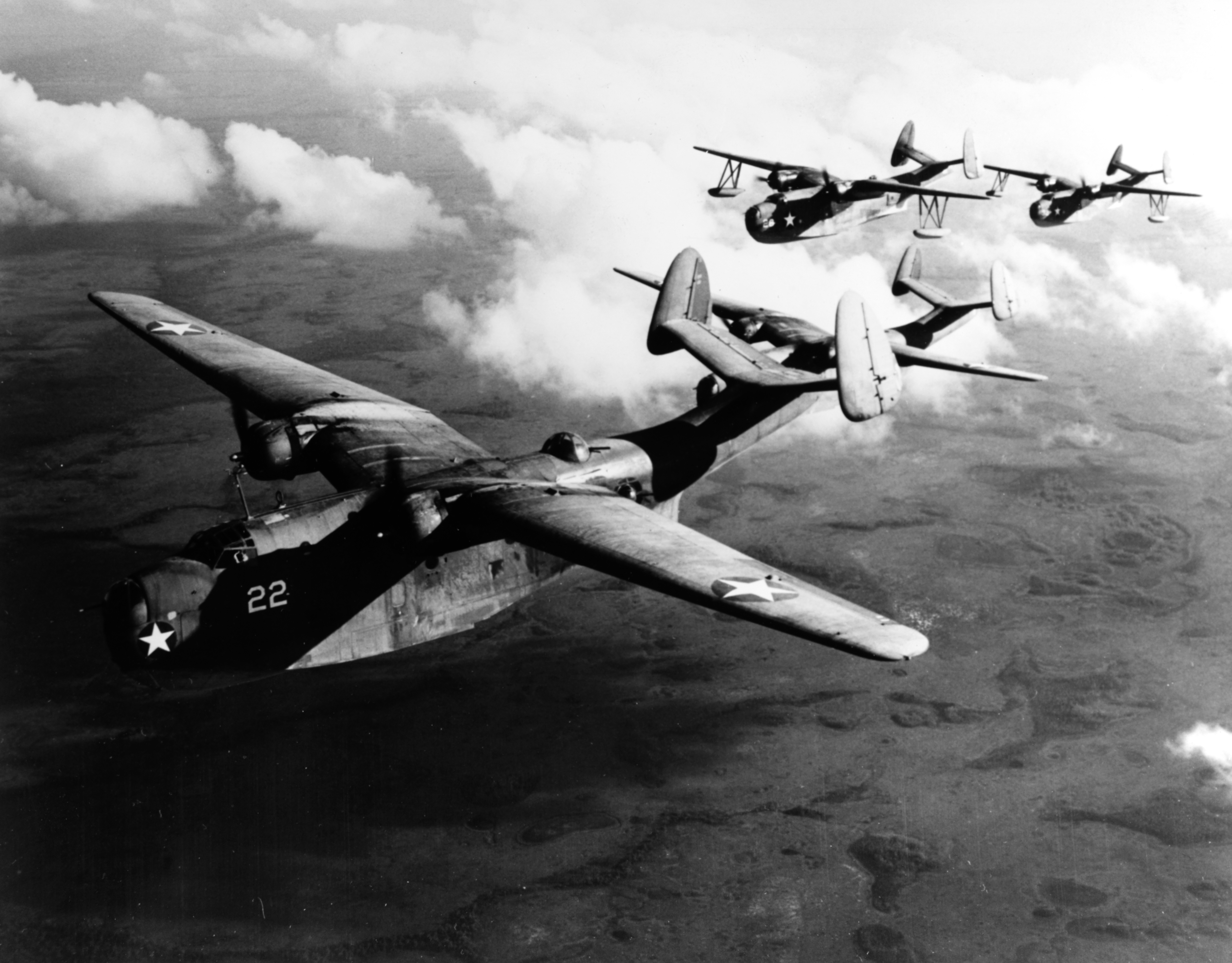
Martin PBM Mariner
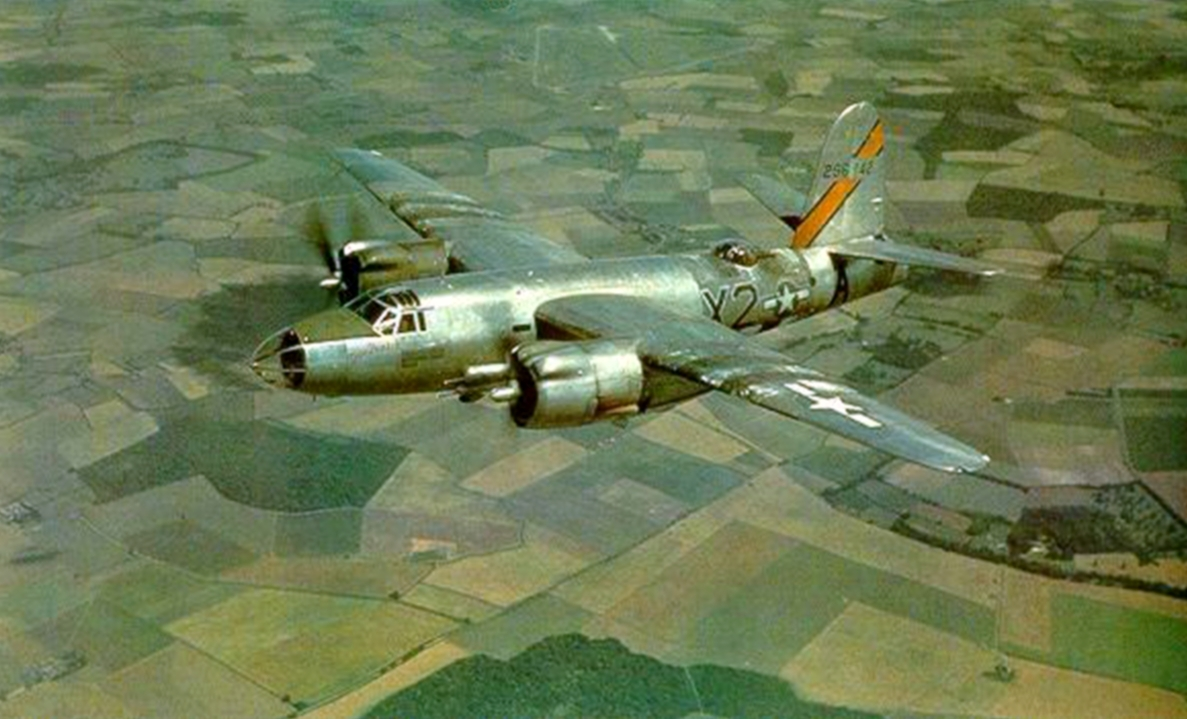
Martin B-26 Marauder
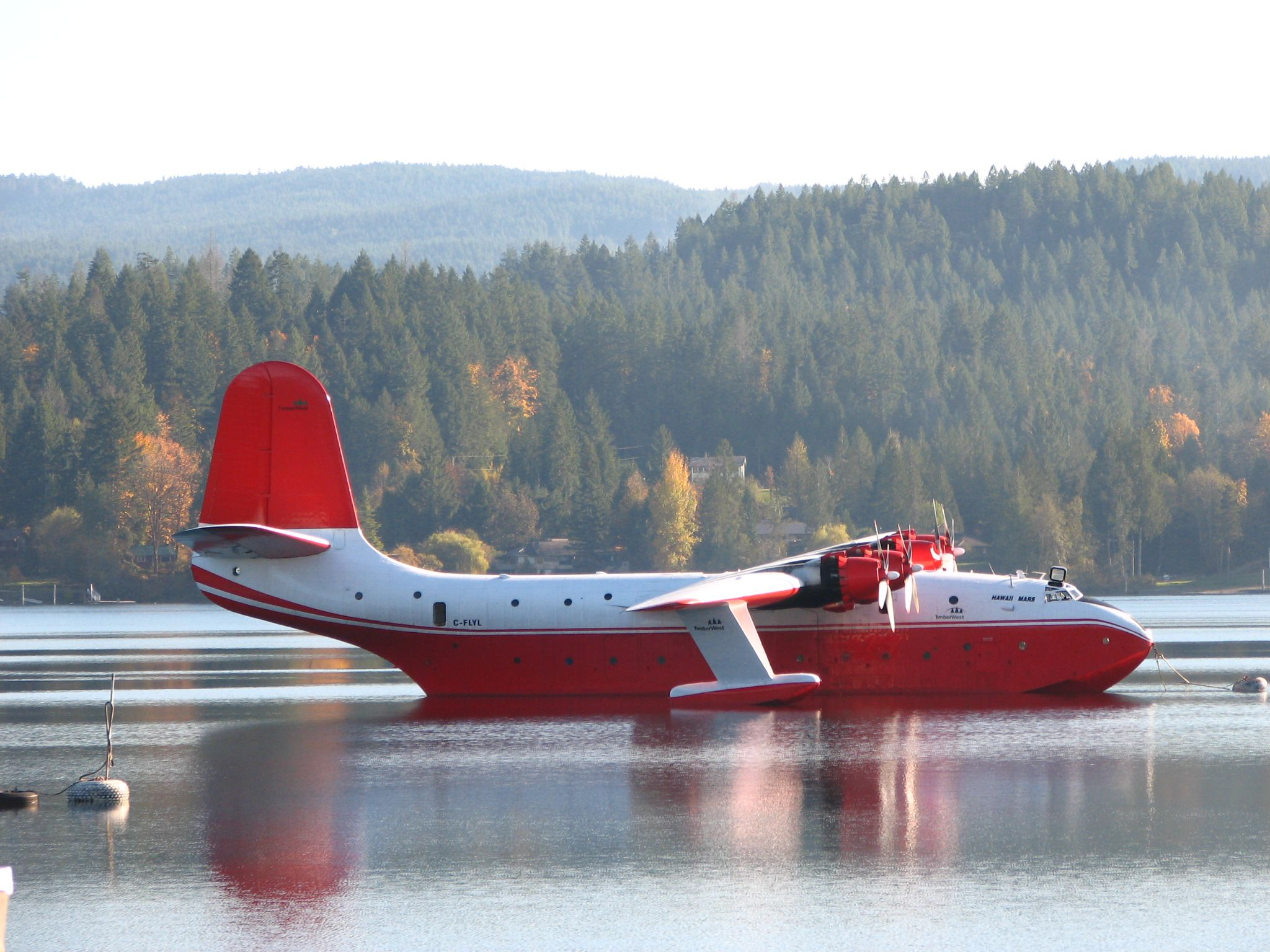
Martin JRM "Mars" Flugboot
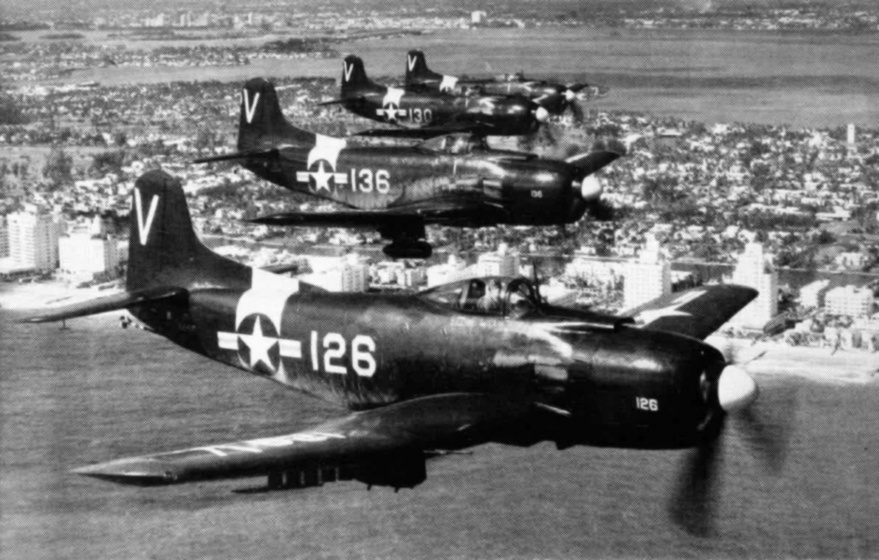
Martin AM Mauler
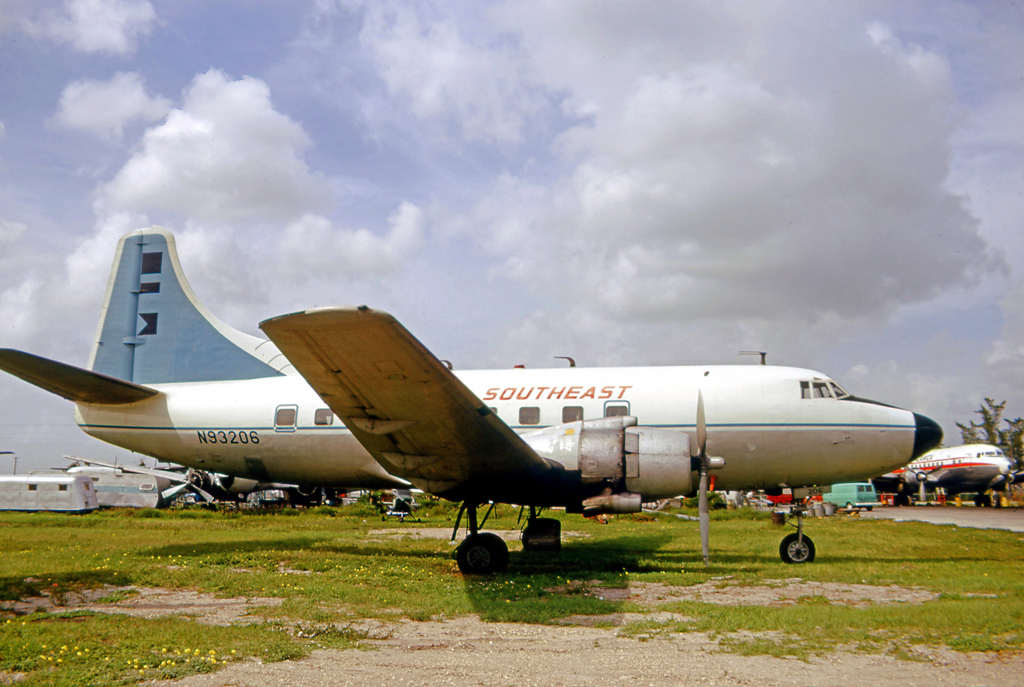
Martin 202
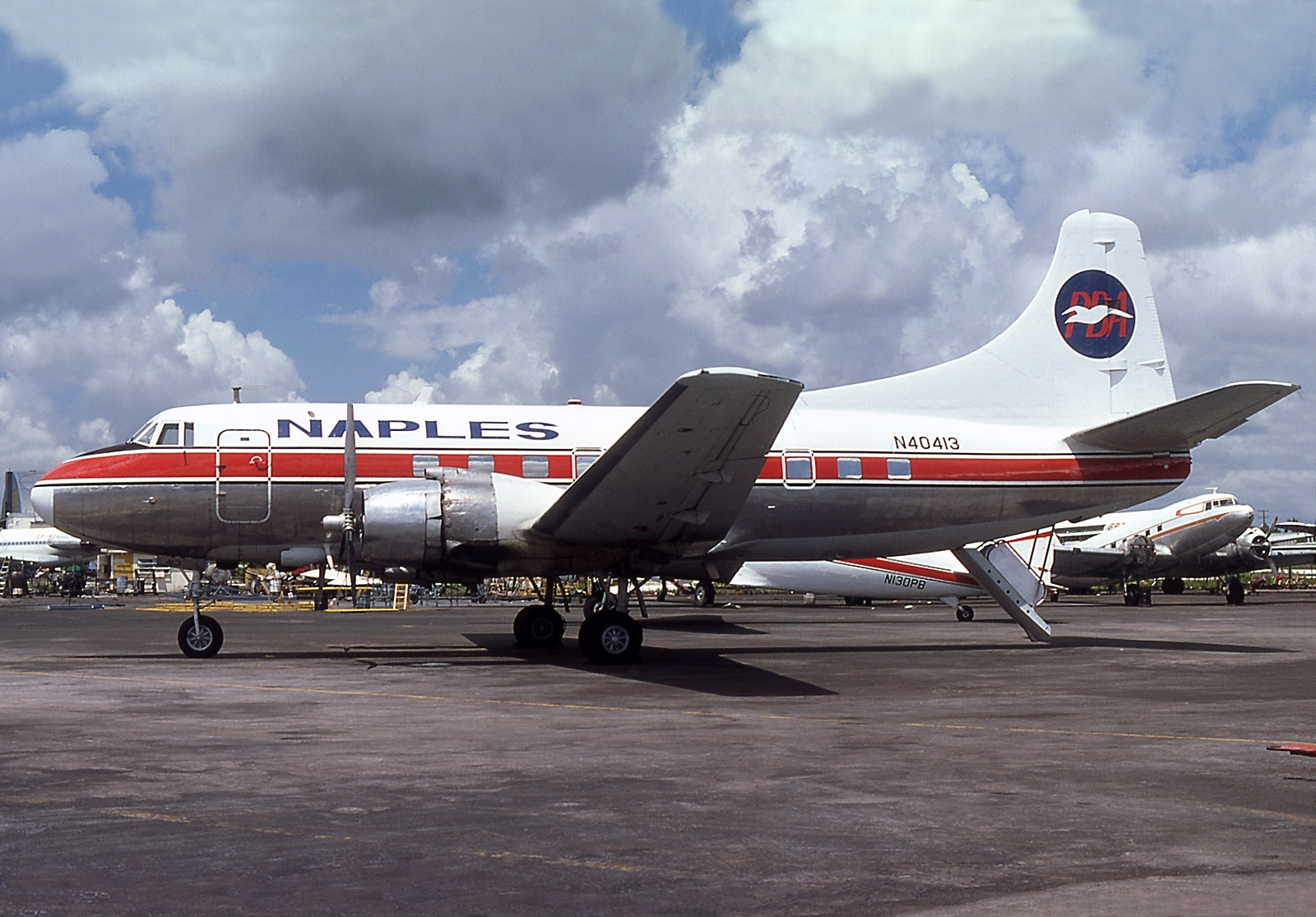
Martin 404
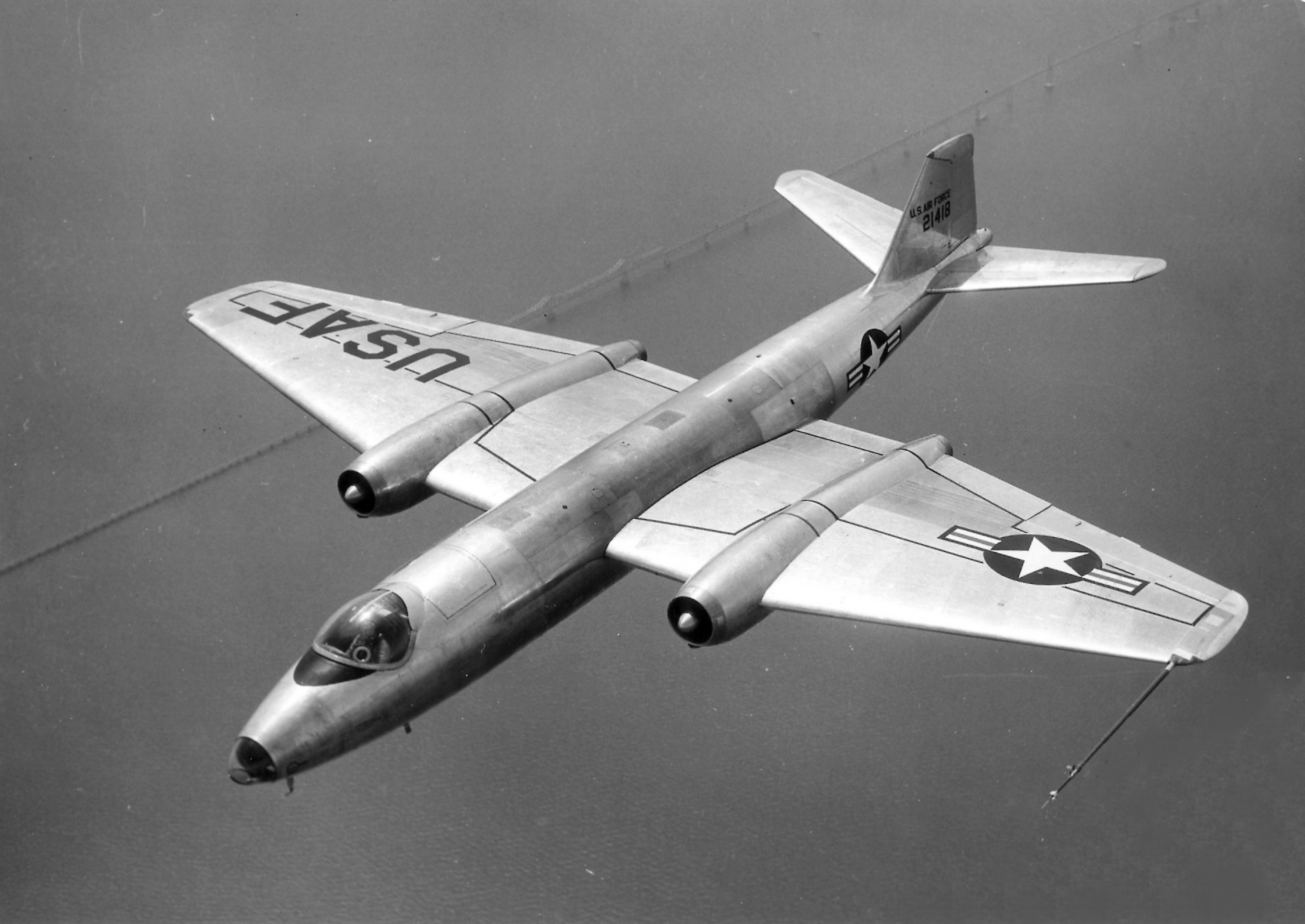
Martin B-57 Canberra